# Dessislava Taneva
Dessislava Jekova Taneva (en bulgare : Десислава Жекова Танева), née le 9 juin 1971 à Sliven, est une femme politique bulgare membre des Citoyens pour le développement européen de la Bulgarie (GERB). Elle est ministre de l'Agriculture entre 2014 et 2017, et depuis 2019.

## Biographie

### Parcours politique
En 2007, elle devient présidente du conseil municipal de Sliven. Élue à l'Assemblée nationale deux ans plus tard, elle renonce à prendre le poste de ministre de l'Agriculture, pour lequel l'avait désigné le futur Premier ministre conservateur Boïko Borissov, en raison d'un risque de conflit d'intérêts.
Finalement, le 7 novembre 2014, elle est nommée ministre de l'Agriculture et de l'Alimentation dans le gouvernement de coalition centriste formé par Borissov.